# Elizabeth Dekkers
Elizabeth Dekkers (South Brisbane, 6 maggio 2004) è una nuotatrice australiana, vincitrice della medaglia d'oro ai Giochi del Commonwealth del 2022 nei 200 m farfalla.

## Palmarès
- Mondiali

Fukuoka 2023: argento nei 200m farfalla.
Singapore 2025: bronzo nei 200m farfalla.
- Mondiali in vasca corta

Melbourne 2022: bronzo nei 200m farfalla.
Budapest 2024: bronzo nei 200m farfalla e nella 4x200m sl.
- Giochi del Commonwealth

Birmingham 2022: oro nei 200m farfalla.